# Hockey Wales
De Hockey Wales (Welsh: Hoci Cymru) is de overkoepelende hockeybond van Wales. In 1996 ontstond de Welsh Hockey Union door een fusie tussen de Welsh Hockey Association (1896) en de Welsh Women's Hockey Association (1897), waarna in 2011 voor de huidige naam werd gekozen. De bond zetelt in Cardiff.
De bond is aangesloten bij de EHF en de FIH. De bond is verantwoordelijk voor alle veld- en zaalhockey activiteiten in Wales en rondom de nationale ploegen. Engeland en Schotland beschikken ieder over een eigen hockeybond en Noord-Ierland beschikt samen met Ierland een Ierse hockeybond. 

## Nationale ploegen
- Welshe hockeyploeg (mannen)
- Welshe hockeyploeg (vrouwen)